# Tratado de amizade anglo-japonês
O tratado de amizade anglo-japonês (日英和親条約, Nichi-Ei Washin Jōyaku) foi um tratado entre o Reino Unido e o Japão firmado a 14 de outubro de 1854 em Nagasaki. O Reino Unido foi representado pelo almirante James Stirling e no Japão os governadores de Nagasaki, representantes do Xogunato Tokugawa.